# Williams, Iowa
Williams är en ort i Hamilton County i delstaten Iowa, USA.